# Список эпизодов телесериала «Звёздный путь: Оригинальный сериал»
Здесь приводится полный список эпизодов научно-фантастического сериала «Звёздный путь», созданного Джином Родденберри и являющегося частью фантастической саги «Звёздный путь». С развитием франшизы сериал ретроспективно получил название «Звёздный путь: Оригинальный сериал» (англ. Star Trek: The Original Series). В главных ролях снялись Уильям Шетнер в роли капитана Джеймса Т. Кирка, Леонард Нимой в роли вулканца Спока и Дефорест Келли в роли доктора Леонарда Маккоя. Первоначально сериал транслировался в США с сентября 1966 по июнь 1969 года на телеканале NBC.
Телесериал состоит из 79 эпизодов в 3 сезонах и одного пилотного эпизода («Клетка»), в общей сложности содержит 80 эпизодов. Эпизоды в таблицах перечислены в порядке их выхода в эфир, что соответствует официальной нумерации на ремастеринговых версиях и выпущенных на Blu-ray. В официальных DVD-релизах эпизоды располагались в соответствии с производственным заказом, пилотный эпизод «Клетка» помещался на последнем диске.
После закрытия сериала Paramount Television начала продавать права на телесериал в качестве синдикации, после чего популярность «Звёздного пути» выросла и он стал явлением в массовой культуре. Популярность сеттинга привела к расширению вселенной и появлению фанатского движения треккеров. После оригинального сериала по состоянию на 2018 год было снято 7 телесериалов, 13 полнометражных фильмов, издано множество книг.
В 2006 году компания CBS Paramount Domestic Television анонсировала повторную синдикацию телесериала. Был произведён цифровой ремастеринг, сериал помимо высокого разрешения получил обновлённые визуальные эффекты. После ремастеринга сезоны оригинального «Звёздного пути» транслировались в формате стандартной чёткости, но также стали доступны в формате высокой чёткости, в том числе на носителях Blu-ray Disc. В рамках синдикации обновлённый сериал стартовал 16 сентября 2006 года с эпизода «Равновесие страха» (в некоторых регионах с «Мири») и закончился первым пилотным эпизодом «Клетка» 2 мая 2009 года.

## Обзор сезонов
| Сезон | Серии | Серии | Даты показа      | Даты показа     |
| Сезон | Серии | Серии | Первая серия     | Последняя серия |
| ----- | ----- | ----- | ---------------- | --------------- |
| 1     | 29    | 29    | 8 сентября 1966  | 13 апреля 1967  |
| 2     | 26    | 26    | 15 сентября 1967 | 29 марта 1968   |
| 3     | 24    | 24    | 20 сентября 1968 | 3 июня 1969     |

## Эпизоды

### Пилотные эпизоды (1964–1965)
Производство пилотного эпизода «Клетка» длилось с ноября 1964 года по январь 1965 года. В главных ролях снимались Джеффри Хантер в роли капитана Кристофера Пайка, Меджел Барретт в роли лейтенанта Номер Один (англ. Number One) и Леонард Нимой в роли Спока. Пилот был отвергнут NBC, где его посчитали помимо прочего «слишком заумным». Джину Родденберри, создателю сериала, было предложено снять второй пилотный эпизод для телеканала, к этому времени Джеффри Хантер отказался от съёмок, его место занял актёр Уильям Шетнер, но уже в роли капитана Кирка. Второй пилотный эпизод был одобрен NBC и в феврале 1966 года телеканал объявил о покупке сериала. Второй пилот «Куда не ступала нога человека» с мелкими изменениями появился в эфире в 1966 году как третий эпизод первого сезона телесериала.
«Клетка» же, напротив, не вышел в эфир во время первого показа сериала на NBC. После закрытия сериала в 1969 году Джин Родденберри показывал этот эпизод на различных научно-фантастических конвенциях. На носителях для домашнего просмотра «Клетка» вышел лишь в 1986 году, когда Paramount Home Video выпустил «восстановленный» эпизод, в котором сочетались оригинальные чёрно-белые кадры и цветные фрагменты из эпизода «Зверинец», также в эпизоде присутствовало введение от Родденберри.
4 октября 1988 года Paramount Pictures выпустили в эфир двухчасовой телевизионный спецвыпуск, организованный Патриком Стюартом, под названием Star Trek Saga: From One Generation To The Next, в котором впервые была представлена полноцветная телевизионная версия эпизода «Клетка». В декабре 2001 года эпизод был впервые выпущен в США на DVD. Позже он был включен в финальный диск как в оригинальный, так и в ремастеринговый DVD бокс-сет третьего сезона.
| Номер | Название                                                             | Звёздная дата | Режиссёр         | Сценарий         | Дата премьеры                                                             |
| --- | -------------------------------------------------------------------- | ------------- | ---------------- | ---------------- | ------------------------------------------------------------------------- |
| 1.00 | «Клетка» (англ. The Cage)                                            | неизвестна    | Роберт Баттлер   | Джин Родденберри | Пробный показ на киностудии: 24 июня 1964 Премьера по ТВ: 15 октября 1988 |
| «Энтерпрайз» под командованием предшественника Кирка, капитана Кристофера Пайка, идёт на выручку пропавшей без вести на планете Талос-IV экспедиции. Там Пайк оказывается в своеобразном зоопарке, который устроила развитая цивилизация для пришельцев. Этот эпизод был пробной попыткой начать новый фантастический сериал, но после предварительного просмотра продюсеры остались им недовольны и эпизод так и не был показан по телевидению в первоначальном варианте. В дальнейшем отснятые материалы этого эпизода были использованы в эпизоде «Зверинец». Учтя замечания, в следующих эпизодах авторы сериала сменили практически всю актёрскую команду. Так, вместо Кристофера Пайка зрители узнали Джима Кирка. |                                                                      |               |                  |                  |                                                                           |
| |                                                                      |               |                  |                  |                                                                           |
| 1.03 | «Куда не ступала нога человека» (англ. Where No Man Has Gone Before) | 1312.4        | Джеймс Голдстоун | Сэмюэл Э. Пиплз  | Премьера по ТВ: 22 сентября 1966                                          |
| Команда сталкивается с аномальным полем около края Галактики, которое усиливает психокинетические способности некоторых членов экипажа. |                                                                      |               |                  |                  |                                                                           |
| |                                                                      |               |                  |                  |                                                                           |

### Сезон 1 (1966–1967)
Первый эпизод под названием «Ловушка для человека» нового телесериала «Звёздный путь» американские телезрители увидели на NBC вечером 8 сентября 1966 года. Второй пилотный эпизод стал третьим эпизодом первого сезона, показанным по телевидению; из персонажей «Клетки» в сериале остался лишь безэмоциональный вулканец Спок, чья роль сохранилась за Нимоем. Помимо Шетнера в роли Кирка к сериалу присоединились актёры Джеймс Духан в роли главного инженера Монтгомери Скотта, Джордж Такеи в роли физика (позже рулевого) Хикару Сулу, Дефорест Келли в роли корабельного хирурга Леонарда Маккоя и Нишель Николс в роли офицера связи Нийоты Ухуры.
Актриса Меджел Баррет, исполнившая роль лейтенанта номер один в «Клетке», осталась в сериале, но теперь в роли медсестры Кристин Чапел, в новой роли актриса впервые появилась в эпизоде «Время обнажиться». Актриса Грейс Ли Уитни появлялась в первом сезоне сериала в восьми эпизодах как интендант капитана Дженис Рэнд, уйдя с экрана после эпизода «Совесть короля».
Первый сезон «Звёздного пути» оказался самым длинным и содержал 29 эпизодов, включая эпизод в двух частях «Зверинец», содержащий кадры «Клетки». Эпизод «Равновесие страха» знакомит зрителя с ромуланами, в «Миссии милосердия» впервые появляются клингоны, «Космическое семя» рассказывает о Хане Нуньене Сингхе, который станет одним из самых известных антагонистов «Звёздного пути», появляясь в полнометражных фильмах. Эпизод «Зверинец» получил премию «Хьюго» за лучшую постановку, эпизоды «Корбомитный манёвр» и «Время обнажиться» также были номинированы на премию.
| № общий | № в сезоне | Название                                                       | Режиссёр         | Автор сценария                                                               | Дата премьеры    | Произв. код |
| ------- | ---------- | -------------------------------------------------------------- | ---------------- | ---------------------------------------------------------------------------- | ---------------- | ----------- |
| 1       | 1          | «Ловушка для человека» «The Man Trap»                          | Марк Дэниелс     | Джордж Клейтон Джонсон                                                       | 8 сентября 1966  | 06          |
| 2       | 2          | «Закон Чарли» «Charlie X»                                      | Лоуренс Добкин   | Сюжет : Джин Родденберри Телесценарий : Д. К. Фонтана                        | 15 сентября 1966 | 08          |
| 3       | 3          | «Куда не ступала нога человека» «Where No Man Has Gone Before» | Джеймс Голдстоун | Сэмюэл А. Пиплз                                                              | 22 сентября 1966 | 02b         |
| 4       | 4          | «Время обнажиться» «The Naked Time»                            | Марк Дэниелс     | Джон Д. Ф. Блэк                                                              | 29 сентября 1966 | 07          |
| 5       | 5          | «Враг изнутри» «The Enemy Within»                              | Лео Пенн         | Ричард Мэтисон                                                               | 6 октября 1966   | 05          |
| 6       | 6          | «Женщины Мадда» «Mudd's Women»                                 | Харви Харт       | Сюжет : Джин Родденберри Телесценарий : Стивен Кандел                        | 13 октября 1966  | 04          |
| 7       | 7          | «Из чего сделаны девочки?» «What Are Little Girls Made Of?»    | Джеймс Голдстоун | Роберт Блох                                                                  | 20 октября 1966  | 10          |
| 8       | 8          | «Мири» «Miri»                                                  | Винсент МакЭвити | Адриан Шпиз                                                                  | 27 октября 1966  | 12          |
| 9       | 9          | «Кинжал разума» «Dagger of the Mind»                           | Винсент МакЭвити | С. Бар-Дэвид                                                                 | 3 ноября 1966    | 11          |
| 10      | 10         | «Корбомитный манёвр» «The Corbomite Maneuver»                  | Джозеф Сарджент  | Джерри Сол                                                                   | 10 ноября 1966   | 03          |
| 11      | 11         | «Зверинец, Часть I» «The Menagerie, Part I»                    | Марк Дэниелс     | Джин Родденберри                                                             | 17 ноября 1966   | 16A         |
| 12      | 12         | «Зверинец, Часть II» «The Menagerie, Part II»                  | Роберт Батлер    | Джин Родденберри                                                             | 24 ноября 1966   | 16B         |
| 13      | 13         | «Совесть короля» «The Conscience of the King»                  | Герд Освальд     | Бэрри Трайверс                                                               | 8 декабря 1966   | 13          |
| 14      | 14         | «Равновесие страха» «Balance of Terror»                        | Винсент МакЭвити | Пол Шнайдер                                                                  | 15 декабря 1966  | 09          |
| 15      | 15         | «Увольнение на берег» «Shore Leave»                            | Роберт Спарр     | Теодор Старджон                                                              | 29 декабря 1966  | 17          |
| 16      | 16         | «Галилей-VII» «The Galileo Seven»                              | Роберт Гист      | Сюжет : Оливер Кроуфорд Телесценарий : Оливер Кроуфорд и С. Бар-Дэвид        | 5 января 1967    | 14          |
| 17      | 17         | «Готосский Сквайр» «The Squire of Gothos»                      | Дон МакДугалл    | Пол Шнайдер                                                                  | 12 января 1967   | 18          |
| 18      | 18         | «Арена» «Arena»                                                | Джозеф Пивни     | Сюжет : Фредерик Браун Телесценарий : Джин Л. Кун                            | 19 января 1967   | 19          |
| 19      | 19         | «Завтра — это вчера» «Tomorrow Is Yesterday»                   | Майкл О’Херлихи  | Д. К. Фонтана                                                                | 26 января 1967   | 21          |
| 20      | 20         | «Трибунал» «Court Martial»                                     | Марк Дэниелс     | Сюжет : Дон М. Манкевич Телесценарий : Дон М. Манкевич и Стивен У. Карабацос | 2 февраля 1967   | 15          |
| 21      | 21         | «Возвращение архонтов» «The Return of the Archons»             | Джозеф Пивни     | Сюжет : Джин Родденберри Телесценарий : Борис Собельман                      | 9 февраля 1967   | 22          |
| 22      | 22         | «Космическое семя» «Space Seed»                                | Марк Дэниелс     | Сюжет : Кэри Уилбер Телесценарий : Джин Л. Кун и Кэри Уилбер                 | 16 февраля 1967  | 24          |
| 23      | 23         | «Вкус армагеддона» «A Taste of Armageddon»                     | Джозеф Пивни     | Сюжет : Роберт Хэмнер Телесценарий : Роберт Хэмнер и Джин Л. Кун             | 23 февраля 1967  | 23          |
| 24      | 24         | «Эта сторона рая» «This Side of Paradise»                      | Ральф Сененски   | Сюжет : Натан Батлер и Д. К. Фонтана Телесценарий : Д. К. Фонтана            | 2 марта 1967     | 25          |
| 25      | 25         | «Дьявол в темноте» «The Devil in the Dark»                     | Джозеф Пивни     | Джин Л. Кун                                                                  | 9 марта 1967     | 26          |
| 26      | 26         | «Миссия милосердия» «Errand of Mercy»                          | Джон Ньюленд     | Джин Л. Кун                                                                  | 23 марта 1967    | 27          |
| 27      | 27         | «Альтернативный фактор» «The Alternative Factor»               | Герд Освальд     | Дон Ингаллс                                                                  | 30 марта 1967    | 20          |
| 28      | 28         | «Город на краю вечности» «The City on the Edge of Forever»     | Джозеф Пивни     | Харлан Эллисон                                                               | 6 апреля 1967    | 28          |
| 29      | 29         | «Операция «Уничтожить»» «Operation -- Annihilate!»             | Хершел Догерти   | Стивен У. Карабацос                                                          | 13 апреля 1967   | 29          |

1. 1 2  Псевдоним Шимона Уайнселберга
2. ↑  Псевдоним Джерри Сола

### Сезон 2 (1967–1968)
Состоящий из 26 эпизодов второй сезон транслировался в сентябре 1967 года. В первом же эпизоде «Время ярости» в сюжет был введён новый персонаж — штурман русского происхождения Павел Чехов, которого сыграл Уолтер Кёниг. В этом же эпизоде была показана родная планета Спока и другие вулканцы. Первый и последний раз в истории вручения премии «Хьюго» за лучшую постановку все номинации были отданы эпизодам «Звёздного пути». В 1968 году авторам вручили статуэтку за последний эпизод первого сезона «Город на краю вечности», помимо которого номинировались «Время ярости», «Зеркало, зеркало», «Машина Судного дня» и «Проблема с трибблами».
| № общий | № в сезоне | Название                                            | Режиссёр           | Автор сценария                                                       | Дата премьеры    | Произв. код |
| ------- | ---------- | --------------------------------------------------- | ------------------ | -------------------------------------------------------------------- | ---------------- | ----------- |
| 30      | 1          | «Время ярости» «Amok Time»                          | Джозеф Пивни       | Теодор Старджон                                                      | 15 сентября 1967 | 34          |
| 31      | 2          | «Кто скорбит по Адонису?» «Who Mourns for Adonais?» | Марк Дэниелс       | Гилберт Ралстон                                                      | 22 сентября 1967 | 33          |
| 32      | 3          | «Подменыш» «The Changeling»                         | Марк Дэниелс       | Джон Мередит Лукас                                                   | 29 сентября 1967 | 37          |
| 33      | 4          | «Зеркало, зеркало» «Mirror, Mirror»                 | Марк Дэниелс       | Джером Биксби                                                        | 6 октября 1967   | 39          |
| 34      | 5          | «Яблоко» «The Apple»                                | Джозеф Пивни       | Сюжет : Макс Эрлих Телесценарий : Макс Эрлих и Джин Л. Кун           | 13 октября 1967  | 38          |
| 35      | 6          | «Машина Судного дня» «The Doomsday Machine»         | Марк Дэниелс       | Норман Спинрад                                                       | 20 октября 1967  | 35          |
| 36      | 7          | «Кошачья лапа» «Catspaw»                            | Джозеф Пивни       | Роберт Блох                                                          | 27 октября 1967  | 30          |
| 37      | 8          | «Я, Мадд» «I, Mudd»                                 | Марк Дэниелс       | Стивен Кандел                                                        | 3 ноября 1967    | 41          |
| 38      | 9          | «Метаморфоза» «Metamorphosis»                       | Ральф Сененски     | Джин Л. Кун                                                          | 10 ноября 1967   | 31          |
| 39      | 10         | «Путь на Вавилон» «Journey to Babel»                | Джозеф Пивни       | Д. К. Фонтана                                                        | 17 ноября 1967   | 44          |
| 40      | 11         | «Дитя пятницы» «Friday's Child»                     | Джозеф Пивни       | Д. К. Фонтана                                                        | 1 декабря 1967   | 32          |
| 41      | 12         | «Смертельные годы» «The Deadly Years»               | Джозеф Пивни       | Дэвид П. Хэрмон                                                      | 8 декабря 1967   | 40          |
| 42      | 13         | «Наваждение» «Obsession»                            | Ральф Сененски     | Арт Уоллес                                                           | 15 декабря 1967  | 47          |
| 43      | 14         | «Волк в овчарне» «Wolf in the Fold»                 | Джозеф Пивни       | Роберт Блох                                                          | 22 декабря 1967  | 36          |
| 44      | 15         | «Проблема с трибблами» «The Trouble with Tribbles»  | Джозеф Пивни       | Дэвид Герролд                                                        | 29 декабря 1967  | 42          |
| 45      | 16         | «Игроки Трискилиона» «The Gamesters of Triskelion»  | Джин Нельсон       | Маргарет Армен                                                       | 5 января 1968    | 46          |
| 46      | 17         | «Доля в деле» «A Piece of the Action»               | Джеймс Комак       | Сюжет : Дэвид П. Хэрмон Телесценарий : Дэвид П. Хэрмон и Джин Л. Кун | 12 января 1968   | 49          |
| 47      | 18         | «Иммунный синдром» «The Immunity Syndrome»          | Джозеф Пивни       | Роберт Сабарофф                                                      | 19 января 1968   | 48          |
| 48      | 19         | «Маленькая личная война» «A Private Little War»     | Марк Дэниелс       | Сюжет : Джад Крусис Телесценарий : Джин Родденберри                  | 2 февраля 1968   | 45          |
| 49      | 20         | «Возвращение в завтра» «Return to Tomorrow»         | Ральф Сененски     | Джон Кингсбридж                                                      | 9 февраля 1968   | 51          |
| 50      | 21         | «Образец силы» «Patterns of Force»                  | Винсент МакЭвити   | Джон Мередит Лукас                                                   | 16 февраля 1968  | 52          |
| 51      | 22         | «Как розу ты не назови...» «By Any Other Name»      | Марк Дэниелс       | Сюжет : Джером Биксби Телесценарий : Д. К. Фонтана и Джером Биксби   | 23 февраля 1968  | 50          |
| 52      | 23         | «Окончательная победа» «The Omega Glory»            | Винсент МакЭвити   | Джин Родденберри                                                     | 1 марта 1968     | 54          |
| 53      | 24         | «Новейший компьютер» «The Ultimate Computer»        | Джон Мередит Лукас | Сюжет : Лоуренс Н. Вульф Телесценарий : Д. К. Фонтана                | 8 марта 1968     | 53          |
| 54      | 25         | «Хлеба и зрелищ» «Bread and Circuses»               | Ральф Сененски     | Джин Родденберри и Джин Л. Кун                                       | 15 марта 1968    | 43          |
| 55      | 26         | «Цель: Земля» «Assignment: Earth»                   | Марк Дэниелс       | Сюжет : Джин Родденберри и Арт Уоллес Телесценарий : Арт Уоллес      | 29 марта 1968    | 55          |

1. ↑  Псевдоним Дона Ингаллса
2. ↑  Псевдоним Джона Т. Дугана

### Сезон 3 (1968–1969)
Рейтинги второго сезона были не так высоки и это стало поводом NBC для закрытия сериала. Однако благодаря многочисленным письмам треккеров сериал был продлён ещё на один сезон. Изначально телеканал пообещал транслировать третий сезон в вечерний прайм-тайм, в 19:30 по понедельникам, но позже сеть изменила вещание и трансляцию сериала передвинули на 22:00 в пятницу, он попал в так называемый пятничный вечерний слот смерти, когда транслируют шоу, готовящиеся к закрытию. К плохой организации добавилось урезанное финансирование, Нишель Николс описала возможную отмену сериала как самоисполняющееся пророчество.
Трансляция последнего сезона «Звёздного пути», состоящего из 24 эпизодов началась в сентябре 1968 года с эпизода «Мозг Спока». Последний эпизод сериала, «Вторжение оборотня», вышел 3 июня 1969 года. Оригинальный состав сериала вернулся на экраны в мультипликационной форме в 1973 году.
| № общий | № в сезоне | Название                                                                                | Режиссёр           | Автор сценария                                                            | Дата премьеры    | Произв. код |
| ------- | ---------- | --------------------------------------------------------------------------------------- | ------------------ | ------------------------------------------------------------------------- | ---------------- | ----------- |
| 56      | 1          | «Мозг Спока» «Spock's Brain»                                                            | Марк Дэниелс       | Ли Кронин                                                                 | 20 сентября 1968 | 61          |
| 57      | 2          | «Происшествие на «Энтерпрайзе»» «The Enterprise Incident»                               | Джон Мередит Лукас | Д. К. Фонтана                                                             | 27 сентября 1968 | 59          |
| 58      | 3          | «Райский синдром» «The Paradise Syndrome»                                               | Джад Тейлор        | Маргарет Армен                                                            | 4 октября 1968   | 58          |
| 59      | 4          | «И поведут нас наши дети…» «And the Children Shall Lead»                                | Марвин Чомски      | Эдвард Дж. Лаксо                                                          | 11 октября 1968  | 60          |
| 60      | 5          | «Разве правда не прекрасна?» «Is There in Truth No Beauty?»                             | Ральф Сененски     | Жан Лизетт Ароэт                                                          | 18 октября 1968  | 62          |
| 61      | 6          | «Призрак ружья» «Spectre of the Gun»                                                    | Винсент МакЭвити   | Ли Кронин                                                                 | 25 октября 1968  | 56          |
| 62      | 7          | «День примирения» «Day of the Dove»                                                     | Марвин Чомски      | Джером Биксби                                                             | 1 ноября 1968    | 66          |
| 63      | 8          | «Ибо мир полый, и я коснулся неба» «For the World Is Hollow and I Have Touched the Sky» | Тони Лидер         | Рик Воллаертс                                                             | 8 ноября 1968    | 65          |
| 64      | 9          | «Паутина толиан» «The Tholian Web»                                                      | Херб Уоллерштейн   | Джуди Барнс и Чет Ричардс                                                 | 15 ноября 1968   | 64          |
| 65      | 10         | «Пасынки Платона» «Plato's Stepchildren»                                                | Дэвид Александр    | Мейер Долинский                                                           | 22 ноября 1968   | 67          |
| 66      | 11         | «В мгновение ока» «Wink of an Eye»                                                      | Джад Тейлор        | Сюжет : Ли Кронин Телесценарий : Артур Хайнеман                           | 29 ноября 1968   | 68          |
| 67      | 12         | «Эмпат» «The Empath»                                                                    | Джон Эрман         | Джойс Маскат                                                              | 6 декабря 1968   | 63          |
| 68      | 13         | «Элаан Тройская» «Elaan of Troyius»                                                     | Джон Мередит Лукас | Джон Мередит Лукас                                                        | 20 декабря 1968  | 57          |
| 69      | 14         | «Кого боги захотят наказать» «Whom Gods Destroy»                                        | Херб Уоллерштейн   | Сюжет : Ли Эрвин и Джерри Сол Телесценарий : Ли Эрвин                     | 3 января 1969    | 71          |
| 70      | 15         | «Пусть это будет полем последней битвы» «Let That Be Your Last Battlefield»             | Джад Тейлор        | Сюжет : Ли Кронин Телесценарий : Оливер Кроуфорд                          | 10 января 1969   | 70          |
| 71      | 16         | «Метка Гидеона» «The Mark of Gideon»                                                    | Джад Тейлор        | Джордж Ф. Славин и Стэнли Адамс                                           | 17 января 1969   | 72          |
| 72      | 17         | «Та, что осталась в живых» «That Which Survives»                                        | Херб Уоллерштейн   | Сюжет : Майкл Ричардс Телесценарий : Джон Мередит Лукас                   | 24 января 1969   | 69          |
| 73      | 18         | «Огни Зетара» «The Lights of Zetar»                                                     | Херб Кенвит        | Джереми Тарчер и Шари Льюис                                               | 31 января 1969   | 73          |
| 74      | 19         | «Реквием по Мафусаилу» «Requiem for Methuselah»                                         | Мюррэй Голден      | Джером Биксби                                                             | 14 февраля 1969  | 76          |
| 75      | 20         | «Путь в Эдем» «The Way to Eden»                                                         | Дэвид Александр    | Сюжет : Майкл Ричардс и Артур Хайнеман Телесценарий : Артур Хайнеман      | 21 февраля 1969  | 75          |
| 76      | 21         | «Витающие в облаках» «The Cloud Minders»                                                | Джад Тейлор        | Сюжет : Дэвид Герролд и Оливер Кроуфорд Телесценарий : Маргарет Армен     | 28 февраля 1969  | 74          |
| 77      | 22         | «Завеса дикарства» «The Savage Curtain»                                                 | Хершел Догерти     | Сюжет : Джин Родденберри Телесценарий : Джин Родденберри и Артур Хайнеман | 7 марта 1969     | 77          |
| 78      | 23         | «Все наши вчера» «All Our Yesterdays»                                                   | Марвин Чомски      | Жан Лизетт Ароэт                                                          | 14 марта 1969    | 78          |
| 79      | 24         | «Вторжение оборотня» «Turnabout Intruder»                                               | Херб Уоллерштейн   | Сюжет : Джин Родденберри Телесценарий : Артур Сингер                      | 3 июня 1969      | 79          |

1. 1 2 3 4  Псевдоним Джина Л. Куна
2. 1 2  Псевдоним Д. К. Фонтаны

## Порядок съёмок
В списке ниже эпизоды телесериала пронумерованы в соответствии с производственным заказом.
| Пилотные эпизоды | Пилотные эпизоды                |
| ---------------- | ------------------------------- |
| 01               | «Клетка»                        |
| 02a              | «Куда не ступала нога человека» |

| Сезон 1 | Сезон 1                         |
| ------- | ------------------------------- |
| 02b     | «Куда не ступала нога человека» |
| 03      | «Корбомитный манёвр»            |
| 04      | «Женщины Мадда»                 |
| 05      | «Враг изнутри»                  |
| 06      | «Ловушка для человека»          |
| 07      | «Время обнажиться»              |
| 08      | «Закон Чарли»                   |
| 09      | «Равновесие страха»             |
| 10      | «Из чего сделаны девочки?»      |
| 11      | «Кинжал разума»                 |
| 12      | «Мири»                          |
| 13      | «Совесть короля»                |
| 14      | «Галилей-VII»                   |
| 15      | «Трибунал»                      |
| 16      | «Зверинец (1 и 2)»              |
| 17      | «Увольнение на берег»           |
| 18      | «Готосский Сквайр»              |
| 19      | «Арена»                         |
| 20      | «Альтернативный фактор»         |
| 21      | «Завтра — это вчера»            |
| 22      | «Возвращение архонтов»          |
| 23      | «Вкус армагеддона»              |
| 24      | «Космическое семя»              |
| 25      | «Эта сторона рая»               |
| 26      | «Дьявол в темноте»              |
| 27      | «Миссия милосердия»             |
| 28      | «Город на краю вечности»        |
| 29      | «Операция „Уничтожить“»         |

| Сезон 2 | Сезон 2                   |
| ------- | ------------------------- |
| 30      | «Кошачья лапа»            |
| 31      | «Метаморфоза»             |
| 32      | «Дитя пятницы»            |
| 33      | «Кто скорбит по Адонису?» |
| 34      | «Время ярости»            |
| 35      | «Машина Судного дня»      |
| 36      | «Волк в овчарне»          |
| 37      | «Подменыш»                |
| 38      | «Яблоко»                  |
| 39      | «Зеркало, зеркало»        |
| 40      | «Смертельные годы»        |
| 41      | «Я, Мадд»                 |
| 42      | «Проблема с трибблами»    |
| 43      | «Хлеба и зрелищ»          |
| 44      | «Путь на Вавилон»         |
| 45      | «Маленькая личная война»  |
| 46      | «Игроки Трискилиона»      |
| 47      | «Наваждение»              |
| 48      | «Иммунный синдром»        |
| 49      | «Доля в деле»             |
| 50      | «Как розу ты не назови…»  |
| 51      | «Возвращение в завтра»    |
| 52      | «Образец силы»            |
| 53      | «Новейший компьютер»      |
| 54      | «Окончательная победа»    |
| 55      | «Цель: Земля»             |

| Сезон 3 | Сезон 3                                 |
| ------- | --------------------------------------- |
| 56      | «Призрак оружия»                        |
| 57      | «Элаан Тройская»                        |
| 58      | «Райский синдром»                       |
| 59      | «Происшествие на „Энтерпрайзе“»         |
| 60      | «И поведут нас наши дети…»              |
| 61      | «Мозг Спока»                            |
| 62      | «Разве правда не прекрасна?»            |
| 63      | «Эмпат»                                 |
| 64      | «Паутина толиан»                        |
| 65      | «Ибо мир полый, и я коснулся неба»      |
| 66      | «День примирения»                       |
| 67      | «Пасынки Платона»                       |
| 68      | «В мгновение ока»                       |
| 69      | «Та, что осталась в живых»              |
| 70      | «Пусть это будет полем последней битвы» |
| 71      | «Кого боги захотят наказать»            |
| 72      | «Метка Гидеона»                         |
| 73      | «Огни Зетара»                           |
| 74      | «Витающие в облаках»                    |
| 75      | «Путь в Эдем»                           |
| 76      | «Реквием по Мафусаилу»                  |
| 77      | «Завеса дикарства»                      |
| 78      | «Все наши вчера»                        |
| 79      | «Вторжение оборотня»                    |